# Julia Soaemias
Julia Soaemias Bassiana (180 - 11 maart 222) was een Romeinse keizerin (218-222) uit de Severische dynastie. Ze was de dochter van Julia Maesa, een invloedrijke Romeinse vrouw van Syrische afkomst, en Julius Avitus. Haar oom was de keizer Septimius Severus en ze was de zuster van Julia Mamaea.
Ze trouwde Sextus Varius Marcellus, een Romein van Syrische afkomst. Als leden van de keizerlijke Romeinse familie woonden ze in Rome waar al hun kinderen werden geboren.
In 217 werd haar neef keizer Caracalla vermoord en Macrinus werd keizer. Julia's familie kreeg toestemming om naar Syria terug te keren met al hun eigendommen. Zij lieten de nieuweling echter niet zomaar toe op de troon en Julia vatte samen met haar moeder het plan op om Macrinus te vervangen door haar zoon Varius Avitus Bassianus (Heliogabalus). Zij verspreidden het gerucht dat de 13-jarige jongen de bastaardzoon was van Caracalla.
In 218 werd Macrinus vermoord en Heliogabalus werd keizer. Julia werd zo de de facto regeerder van Rome aangezien de tiener zich voornamelijk bezighield met religieuze zaken. Hun regering was niet populair en al snel was er oproer. Julia Soaemias en Heliogabalus werden door de pretoriaanse garde vermoord in 222.
Julia werd later bestempeld als 'publieke vijand' en haar naam werd verwijderd uit de geschiedenisboeken.